# Barcita tremula
Barcita tremula là một loài bướm đêm trong họ Noctuidae.